# Dietrich de Weitenmühle
Dietrich de Weitenmühle
Dietrich de Weitenmühle (Dietrich von Weitmühl en allemand ; Dietrich von der Weitenmühle en moyen-haut-allemand), mort entre 1431 et 1434, est un écuyer (Edelknecht), grand-bailli d'Alsace entre juillet 1400 et novembre 1400, également sous-bailli, ainsi que prêvot impérial de Haguenau, puis de Mulhouse.

## Biographie
Dietrich de Weitenmühle est issu de la famille noble bohémienne des Weitenmühle. Son père, le chevalier Stislas de Weitenmühle est le plus illustre des cinq frères qui viennent en Alsace avec l'empereur Charles IV, pour se faire son représentant fidèle, puis celui de Venceslas en Alsace, ainsi que leur plénipotentiaire dans diverses résolutions de conflits ainsi que pour diverses charges souveraines dans la région. Stislas occupe ainsi à plusieurs reprises les fonctions de Schultheiss, de sous-bailli, et enfin de grand-bailli d'Alsace.
Poursuivant la politique de leur père, Dietrich et ses frères occupent plusieurs fonctions importantes dans la région. Ainsi, Dietrich est notamment sous-bailli d'Alsace sous la direction de son père entre 1386 et 1390,, dates pendant lesquelles il est également Schultheiss de Haguenau. Il occupe une nouvelle fois la fonction de sous-bailli entre 1397 et 1399, sous la direction de Borsiboy de Swinar. Il agit en tant que lieutenant de ce dernier mandaté par l'empereur auprès de lui à Nuremberg.
Vers fin juillet 1400, il est nommé grand-bailli d'Alsace, la place étant laissée vacante par Borsiboy de Swinar, puis par Frédéric de Linange. L'empereur Venceslas ayant été déposé le 20 août 1400, et Robert du Palatinat élu à sa place, Dietrich se retire en Bohème dont il était originaire, et exhorte les Alsaciens à rester fidèle à Venceslas,.
Il est également Schultheiss (prévôt impérial) de Mulhouse en 1396, probablement par la filiation de sa mère, Benignosa vom Huse, fille de Dietrich vom Huse, lui-même Schultheiss de Mulhouse (1358-1360).
De sa femme Jeanne de Masevaux, il a un fils : Sigismond de Weitenmühle, attesté en 1434, 1441, 1458 et 1471, mort en 1480.